# Карл Шміц
Карл Шміц (Karl Schmitz; 2 червня 1913, Прюм, Німецька імперія — 1950, табір «Ухта-Печора», Воркута, РРФСР) — німецький офіцер, штурмбанфюрер СС. Кавалер Німецького хреста в золоті.

## Біографія
1 березня 1933 року вступив в СС. З березня 1935 року працював у Головному управлінні СД. 1 квітня 1938 року вступив в НСДАП. Учасник Польської кампанії та Німецько-радянської війни. В 1941 році служив в Криму, у вересні-грудні 1941 року — в зондеркоманді СС в Польщі. З січня 1941 року — 3-й офіцер штабу вищого керівника СС і поліції в Південній Росії, займався боротьбою з партизанами в Криму, одночасно з грудні 1942 року служив в СД в Кілі. В 1943 році служив в СД в Польщі, одночасно з січня 1943 року служив в Києві, займався боротьбою з партизанами в Україні. В січні-квітні 1944 року — командир розвідувального дивізіону бойової групи СС «Прюцманн» в Трієсті. З січня 1945 року — командир 13-ї командир айнзацгрупи H в Західній Словаччині. В травні 1945 року взятий в полон радянськими військами. Помер в таборі від туберкульозу.

## Звання
- Унтерштурмфюрер СС (9 листопада 1939)
- Оберштурмфюрер СС (1 вересня 1940)
- Гауптштурмфюрер СС (30 січня 1943)
- Штурмбанфюрер СС (30 січня 1944)

## Нагороди
- Хрест Воєнних заслуг
  - 2-го класу з мечами (20 квітня 1941)
  - 1-го класу з мечами (13 березня 1943)
- Залізний хрест
  - 2-го класу (9 травня 1942)
  - 1-го класу (7 серпня 1943)
- Штурмовий піхотний знак в сріблі (16 червня 1942)
- Відзнака для східних народів 2-го класу в сріблі (1942)
- Орден Корони Румунії, лицарський хрест (1942)
- Медаль «Хрестовий похід проти комунізму» (Румунське королівство; 1943)
- Кримський щит (1943)
- Нагрудний знак ближнього бою в бронзі (31 березня 1944)
- Німецький хрест в золоті (2 липня 1944)
- Нагрудний знак «За боротьбу з партизанами» в сріблі (1944)